# Mi Band
Xiaomi Mi Band — семейство фитнес-трекеров от компании Xiaomi Corporation (кит. 小米科技, пиньинь: Xiǎomĭ Kējì, палл.: Сяоми́ Кэцзи́). Впервые Xiaomi Mi Band был представлен в ходе конференции Xiaomi 22 июля 2014 года, позже было выпущено несколько версий браслета, в том числе со встроенным дисплеем и оптическим датчиком пульса. Представляет собой наручный браслет.
Для использования и настройки Xiaomi Mi Band используется фирменное приложение Mi Fit, доступное в Google Play и Apple App Store; с марта 2022 г. переименовано в Zepp Life. С Mi Band 7 Pro используется фирменое приложение Mi Fitness. Для использования требуется смартфон на базе ОС Android 4.4 или iOS 13.0 или новее с поддержкой Bluetooth 4.0. Для использования также требуется аккаунт Mi, Google или WeChat. При подключении браслета к смартфону производится автоматическая установка актуальной прошивки.

## Технические характеристики
- Мониторинг сна и физической активности
- Встроенный будильник
- Разблокировка смартфона Android с помощью браслета
- Ремешок силиконовый, съёмный, регулируемая длина 155-216 мм
- Уведомления с телефона (SMS, почта, календарь, погода, социальные сети и мессенджеры)
- Пыле- и влагозащита: Mi Band 1, 1S, 2 и HRX — IP 67, все последующие - IP 68.
- Переключение музыки (начиная от Mi Band 4)
- Отслеживание менструального цикла и оценка PAI (Personal Activity Intelligence) (начиная от Mi Band 5)

| Дата выхода     | Модель           | Автономность | Размер экрана    |
| --------------- | ---------------- | ------------ | ---------------- |
| 22 июля 2014    | Mi Band          | 30 дней      | отсутствует      |
| 7 июня 2016     | Mi Band 2        | 20 дней      | 0.42", 72 x 40   |
| 5 июня 2018     | Mi Band 3        | 20 дней      | 0.78", 80 x 128  |
| 11 июня 2019    | Mi Smart Band 4  | 20 дней      | 0.95", 120 x 240 |
| 12 июня 2020    | Mi Smart Band 5  | 14 дней      | 1.1", 126 x 294  |
| 29 марта 2021   | Mi Smart Band 6  | 14 дней      | 1.56", 152 x 486 |
| 31 мая 2022     | Smart Band 7     | 14 дней      | 1.62", 490 x 192 |
| 4 июля 2022     | Smart Band 7 Pro | 12 дней      | 1.64", 456 x 280 |
| 18 апреля 2023  | Smart Band 8     | 16 дней      | 1.62", 490 х 192 |
| 14 августа 2023 | Smart Band 8 Pro | 14 дней      | 1.74", 480 x 336 |
| 19 июля 2024    | Smart Band 9     | 21 день      | 1.62", 490 х 192 |
| 29 октября 2024 | Smart Band 9 Pro | 21 день      | 1.74", 336 x 480 |
| 26 июня 2025    | Smart Band 10.   | ——,          |                  |

## История
Первый Xiaomi Mi Band был представлен 22 июля 2014 года.
За первые два года было продано порядка 20 миллионов трекеров.
В середине 2016 года был представлен Mi Band 2, а с 5 июня 2018 года продается Mi Band 3. Обновленная версия браслета Mi Band 4 была анонсирована 11 июня 2019 года. В России продажи Xiaomi Mi Band 4 стартовали 8 июля 2019 года.
За счет продаж фитнес-трекеров семейства MiBand компания Xiaomi в 2017 году вышла на первое место среди брендов носимых устройств (по объёму продаж).
По итогам девятой ежегодной премии «Лучший гаджет года по версии рунета», организованной экспертным проектом Mail.ru Hi-Tech, фитнес-трекер Xiaomi Mi Band 3 был признан лучшим фитнес-браслетом 2018 года.